# Грлица (књижевни алманах)
Грлица је прва црногорска серијска публикација. Излазила је годишње на Цетињу, у периоду од 1835. до 1839. године. Уредник и издавач овог алманаха је био Димитрије Милаковић, Његошев секретар, осим броја за 1837. који је уредио архимандрит Петроније Лујановић. 
Грлица је највише простора посвећивала историјско-географским и књижевним прилозима.